# Podsanie
Podsanie – część miasta Nisko w województwie podkarpackim, w powiecie niżańskim, w gminie miejsko-wiejskiej Nisko. Leży w północno-wschodniej części miasta, w rejonie ulicy Podsanie, w pobliżu Sanu.